# Luís Müller
Luís Müller (nacido el 14 de febrero de 1961) es un exfutbolista brasileño que se desempeñaba como centrocampista.
Jugó para clubes como el São Paulo, Torino y Gamba Osaka.

## Trayectoria

### Clubes
| Club        | País   | Año         |
| ----------- | ------ | ----------- |
| São Paulo   | Brasil | 1978 - 1980 |
| Torino      | Italia | 1988 - 1991 |
| Gamba Osaka | Japón  | 1992 - 1993 |

## Estadística de carrera

### J. League
| Club        | Año   | J. League | J. League | Copa J. League | Copa J. League | Total | Total |
| Club        | Año   | Part.     | Goles     | Part.          | Goles          | Part. | Goles |
| ----------- | ----- | --------- | --------- | -------------- | -------------- | ----- | ----- |
| Gamba Osaka | 1992  | -         | -         | 8              | 3              | 8     | 3     |
| Gamba Osaka | 1993  | 18        | 7         | 2              | 1              | 20    | 8     |
| Total       | Total | 18        | 7         | 10             | 4              | 28    | 11    |